# Stéphane Arrondeau
 (avril 2020).
 (avril 2020).
Si vous disposez d'ouvrages ou d'articles de référence ou si vous connaissez des sites web de qualité traitant du thème abordé ici, merci de compléter l'article en donnant les références utiles à sa vérifiabilité et en les liant à la section « Notes et références ».
 (avril 2020).
Stéphane Arrondeau, né en 1966 à La Ferté-Bernard, est un historien, il est docteur en histoire et  il est aussi maître verrier français

## Parcours comme historien
- 1998 : publication de la thèse La Fabrique de vitraux du Carmel du Mans, Chronique d’une grande aventure aux presses universitaires du Septentrion. Commissaire scientifique de l’exposition organisée par les musées du Mans sur le vitrail du XIXe siècle. Publication de l’ouvrage Le vitrail au XIXe siècle et les ateliers manceaux Musées du Mans/Ed Cénomane (épuisé mais encore disponible aux musées du Mans).

- 2000 : Chercheur Associé au Laboratoire d’Histoire Anthropologique (Lhmans) Université du Maine. Organisation de la première université européenne d’été sur le thème du vitrail du XIXe siècle, à l’Université du Maine. Participe à l’exposition Que sonne l’Angélus ! Les églises du XIXe siècle dans l’Orne, organisée par le Conseil Général de l’Orne. Publication du texte Le vitrail au XIXe siècle dans le département de l’Orne dans le catalogue de l’exposition (toujours disponible auprès du Conseil Général de l’Orne).

- 2002 : participation au colloque international de Blois sur le thème de la lumière dans le vitrail (voir rubrique publication Art Sacré no 20).

- 2003 : participation au colloque international de Bourges sur l’iconographie de la Vierge dans le vitrail (voir rubrique publication Art Sacré no 21).
- 2017 : professeur d'histoire géographie EMC au collège Saint Louis Le Mans.

## Parcours commemaître verrier
- 1993/1997 : apprentissage chez un maître verrier manceau. Participation à la restauration des vitraux des cathédrales du Mans, d’Angers, de Chartres.

- 1996 : premier chantier pédagogique avec la réalisation de vitraux de l’église de la Bosse (72) par des élèves de La Ferté-Bernard.

- 2000 : réalisation des vitraux de l’église de Terrehault (72) dans le cadre du Jubilé. Organisation de la partie artistique du festival ARTEC de La Ferté-Bernard. Ouverture de La Maison du Vitrail (cours, formation pour adultes et enfants).